# Johann August Ephraim Goeze
Johann August Ephraim Goeze (n. 28 mai 1731 - d. 27 iunie 1793) a fost un zoolog german din  Aschersleben.